# Cheimerius nufar
Cheimerius nufar är en fiskart som först beskrevs av Valenciennes, 1830.  Cheimerius nufar ingår i släktet Cheimerius och familjen havsrudefiskar. Inga underarter finns listade i Catalogue of Life.